# Черняи
Черняи — деревня в составе Артёмовской волости Невельского района Псковской области. Расположена примерно в 27 километрах от районного центра города Невеля на берегу озера Белое. Ближайший населённый пункт с отделением почтовой связи и магазином находится в 5 километрах в деревне Усово. Раз в неделю (обычно по средам) в деревню приезжает автолавка Невельского райпо.

## Население
| 2001 | 2002 | 2010 |
| ---- | ---- | ---- |
| 17   | ↗21  | ↘6   |